# Jumpertown
Jumpertown – miasto w Stanach Zjednoczonych, w stanie Missisipi, w hrabstwie Prentiss.